# グギ・ワ・ジオンゴ
グギ・ワ・ジオンゴ（キクユ語: Ngũgĩ wa Thiong'o, 1938年1月5日 - 2025年5月28日）は、ケニアの作家。当初は植民言語である英語を使用していたが決別し、現在は母語であるキクユ語を用いる。小説に始まり、戯曲、児童文学、映画、論文、批評まで幅広く手掛ける。

## 来歴

### 生い立ち
ナイロビの西方約40キロに位置するリムルにあるカミリズ村付近の貧しい農家に生まれた。母ワンジクは父ドゥーシュの三番目の妻で、グギには異母を含めると兄弟姉妹が全部で28人いた。第二次世界大戦直後に両親は離婚。母は強制収容所に入れられ、同母の長兄ムアンギはケニア独立を求めたマウマウ団の乱に参加した。

### 文学活動の開始
東アフリカで当時最高峰の東アフリカ大学（マケレレ大学）の英文科に在学中、創作活動を始め、1962年、「英語で書くアフリカ人作家会議」でチヌア・アチェベ、ラングストン・ヒューズらの知遇を得る。1964年に『泣くな、わが子よ』（「夜が明けるまで」とも）を発表、同作品で世界黒人芸術祭最優秀作品賞を受賞。この当時はキリスト教徒としてJames Ngũgĩを名乗っていた。同年、大学を卒業。記者活動を経て、

### 英国留学
翌1965年から3年間、英国大使館奨学金を得てリーズ大学に留学し、主に西インド文学を専攻した。1965年、en:The River Betweenを発表。

### 帰国
帰国した1967年、ナイロビ大学その他で教鞭を執った。1969年にナイロビ大の学生ストに対する大学当局の措置に抗議し、辞職した。マケレレ大学で教えた。

### 渡米
1971年から1年間、米国のノースウェスタン大学に招聘され、アフリカ文学を講義した。

### 帰国
帰国後は再びナイロビ大学文学部に勤め、のち文学科長となった。1973年ロータス賞受賞。

### 拘禁
1977年、『血の花びら』 （1977年）が反体制的であるとして、副大統領モイから母語であるキクユ語による民衆劇『したい時に結婚するわ』（1977年10月）の上演禁止処分を受け、政治的な拘禁に遭う。
『したいときに結婚するわ』は、グギ・ワ・ミリエとの共作だった。この作品は文化と経済の向上を目的とした村おこし活動の一環で、識字教育の参加者が出演した。物語は、金持ちの農場で働く貧しい農夫が、支配階級によって土地を失い、金銭欲と物質欲が社会悪であることに目覚めるというものだった。上演では2万人を集め、当時のケニア史上最大の観客動員数となった。しかしこの内容が、独立後のケニアの支配階級を非難したとみなされた。1977年11月に上演が禁止され、グギは12月に政治犯として拘禁された。拘禁中にはトイレットペーパーにキクユ語で小説『十字架の上の悪魔』 Caitaani mutharaba-Ini （1980年発表）を書くなどしており、「闘う反体制作家」との評価がある（土屋哲『現代アフリカ文学案内』）。翌1978年にケニア初代大統領ジョモ・ケニヤッタが歿したため、1年間で釈放されたが、ナイロビ大学への復職は拒否された。逮捕を機に英語と決別し、真のアフリカ文学はアフリカ民族諸言語で書かれるべきとの信念を持ち、キクユ語作家となった。自身はこの転身を「過去との認識論的断絶」と表現している。

### 渡英
1982年8月に空軍クーデター未遂事件が起きた。当時グギはロンドンに滞在しており、友人からの連絡で帰国すれば逮捕されると警告を受けて亡命を選び、1988年までロンドンを拠点に活動した。

### 渡米
1989年から米国イェール大学などの客員教授となり、ニューヨーク大学、カリフォルニア大学アーバイン校等で比較文学と演劇を教える。
2025年5月28日の朝に死去。87歳没。

## 来日
1976年、1980年、1992年に来日している。

## 著作
- 『泣くな、わが子よ（英語版）』[7]（「夜が明けるまで」とも）（1964年）
- 『川をはさみて』en:The River Between（1965年[8][9]、『黒人の救世主』The Black Messiah 1961年の改題）
- 『一粒の麦』en:A Grain of Wheat（1967年）[10]
- 『血の花びら』en:Petals of Blood（1977年）[11]
- 『したい時に結婚するわ』en:Ngaahika Ndeenda（1977年）[注釈 2]
- 『十字架の上の悪魔』 [注釈 3]
- 『カラスの妖術師（英語版）』（英: Wizard of the Crow; キクユ語: Mũrogi wa Kagogo）（2006年）[18]

日本語訳
- 『一粒の麦 独立の陰に埋もれた無名の戦士たち』小林信次郎訳. 門土社, 1981.3[19]
- 『アフリカ人はこう考える 作家グギ・ワ・ジオンゴの思想と実践』宮本正興編 ; アフリカ文学研究会訳. 第三書館, 1985[20]
- 『精神の非植民地化 アフリカのことばと文学のために』宮本正興, 楠瀬佳子訳. 第三書館, 1987.6[21]
  - 精神の非植民地化 : アフリカ文学における言語の政治学 / 宮本正興, 楠瀬佳子訳. -- 第三書館, 2010.6, 増補新版[22]
- 『夜が明けるまで 動乱に蹂躙される小さき魂』松田忠徳訳. 門土社, 1989.4[23]
- 『川をはさみて』北島義信訳. 門土社, 2002.7[24]
- 『泣くな、わが子よ』宮本正興訳. 第三書館, 2012.1[25]

## 論考
- アフリカ文学研究会編『民族・歴史・文学 : アフリカの作家グギ・ワ・ジオンゴとの対話』三一書房, 1981.12
- 宮本正興『評伝グギ・ワ・ジオンゴ=修羅の作家―現代アフリカ文学の道標』第三書館, 2014.10